# Article 150 de la Constitution belge
L'article 150 de la Constitution belge fait partie du chapitre VI « Du pouvoir judiciaire ». Il permet aux personnes accusées pour les infractions les plus graves d'être jugés par un jury populaire.
Il date du 7 février 1831 et était à l'origine — sous l'ancienne numérotation — l'article 98. Il a été révisé le 7 mai 1999.

## Texte
« Le jury est établi en toutes matières criminelles et pour les délits politiques et de presse, à l'exception des délits de presse inspirés par le racisme et la xénophobie. »

## Histoire
Le Congrès national s'inspira de l'exemple de la Révolution française pour le jury et réagit à sa suppression par Guillaume Ier.
Le jury prend place en cour d'assises. Il n'est compétent que pour la culpabilité, la peine est décidée par le magistrat.
Avant 1999, il n'y avait pas d'exception mais le pouvoir constituant a voulu que les délits de presse ayant pour fondement le racisme et la xénophobie soient jugés plus rapidement par le tribunal correctionnel qu'en passant devant une Cour d'assises.
Plusieurs organismes demandent la réécriture de l'article,.